# Janeiro (canção)
"Janeiro" é uma canção da cantora brasileira Daniela Araújo. A faixa foi lançada em dezembro de 2016 como o décimo e penúltimo single do álbum Doze, lançado em janeiro de 2017.[carece de fontes?]
A canção fez parte do projeto 'Eu Componho com Daniela Araújo', em que Daniela escreveu músicas a cada mês de 2015 conforme temas sugeridos pelos fãs e internautas. No entanto, diferentemente das demais canções liberadas como singles, "Janeiro" teve tema e estrutura totalmente escolhida pela cantora. O lançamento se deu pela Som Livre e marcou como o primeiro lançamento inédito da cantora pela gravadora.[carece de fontes?]
A composição e arranjo é de Daniela em parceria com o músico Dani Aguiar, que participou das gravações do disco.

## Faixas
1. "Janeiro" - 4:18

## Ficha técnica
Lista-se abaixo os profissionais envolvidos na produção de "Janeiro", de acordo com o encarte do disco.
- Daniela Araújo – vocais, composição, produção musical, arranjo
- Dani Aguiar - composição, arranjo, guitarra, violão
- Jorginho Araújo - produção musical, teclados, piano, programações
- Ocimar de Paula – baixo
- Dan Needham – bateria
- João Carlos Mesquita (Cuba) – mixagem
- David Lee – masterização